# 外國人與煽動叛亂法案

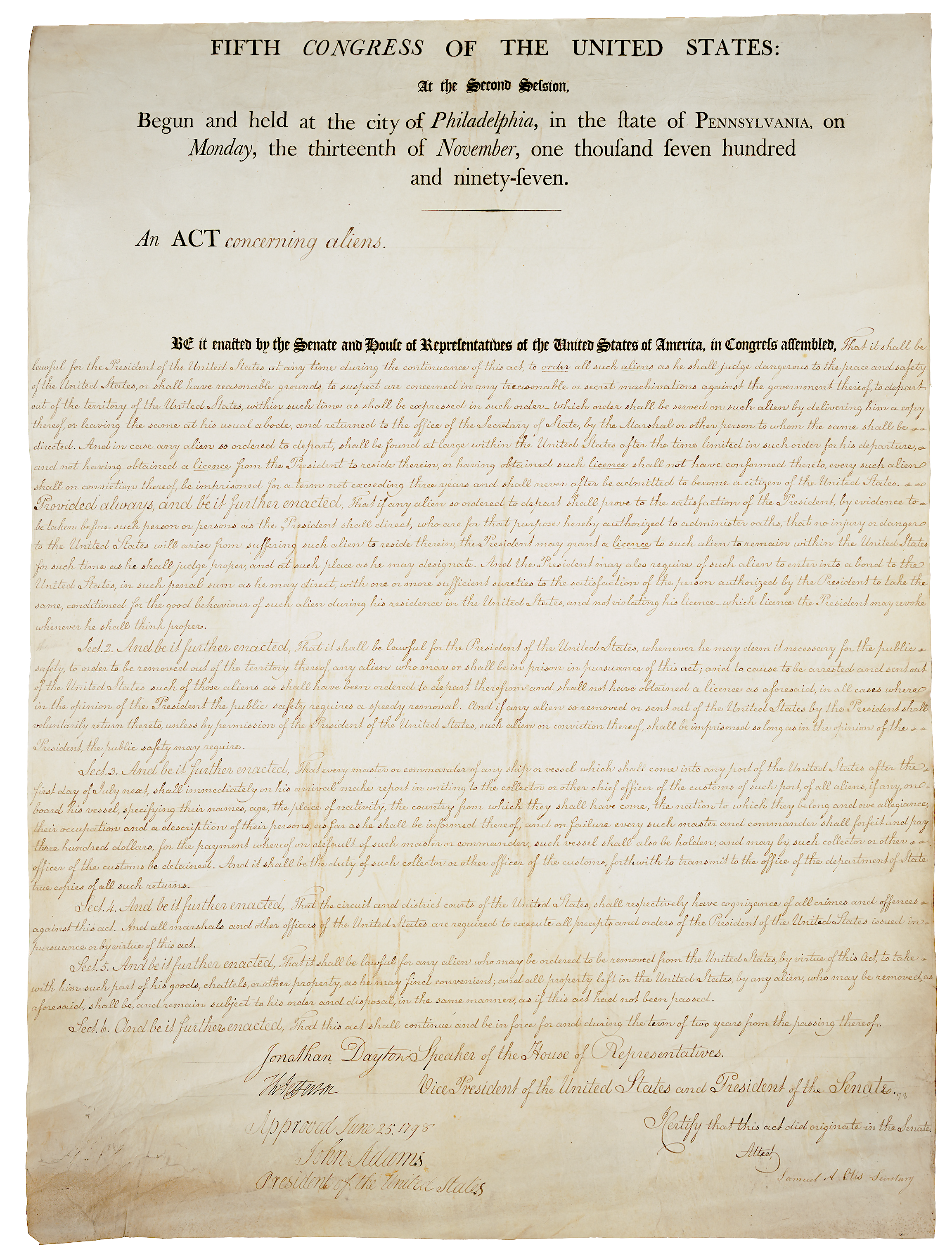
1798年《外国人与煽动叛乱法案》

《外國人與煽動叛亂法》（英語：Alien and Sedition Acts）是1798年頒布的一組四項美國法律，對美國的移民及其言論自由進行了限制。《1798年歸化國籍法》提高了申請公民身份的要求；《1798年外國友人法》授權總統拘禁和驅逐非公民；《1798年外國敵人法》在戰爭期間賦予總統額外權力以拘留非公民；《1798年煽動叛亂法》將散布虛假且惡意攻擊聯邦政府的言論定為犯罪。《外國友人法》和《煽動叛亂法》在一段時間後失效，《歸化國籍法》於1802年被廢除，而經修訂的《外國敵人法》仍然有效，目前載於美國法典第50编第3章。
《外國人與煽動叛亂法》受到當時的聯邦黨的支持，由聯邦黨控制的國會通過，旨在針對當時的民主共和黨。民主共和黨深受新移民支持，實際上只有民主共和黨的記者會被依照該法律起訴。然而，煽動叛亂法相關的審判引起了廣泛的批評，並導致聯邦黨在1800年的選舉中下台。《外國人與煽動叛亂法》的支持者認為這些法案在1798年至1800年間美法之間的非正式海戰期間加強了國家安全。然而，民主共和黨譴責這些法案為壓制選民的手段，並認為其違反了《憲法第一修正案》賦予的言論自由權。在法案生效期間，尤其是《煽動叛亂法》，被用來壓制與民主共和黨有關的出版商，許多批評亞當斯政府的出版商因此被捕。
受益於《外國人與煽動叛亂法》引發的反對聲浪，民主共和黨在1800年上台，並在國會中廢除了除《外國敵人法》以外的所有法案。《外國敵人法》此後多次被援引，尤其是在第二次世界大戰期間由小羅斯福總統使用。現代歷史學家普遍對《外國人與煽動叛亂法》持負面評價。自20世紀中葉以來，美國最高法院已表示，這些法律的一些條款很可能被認定為違憲。
唐納·川普在為2024年美國總統選舉舉行的麥迪遜廣場競選集會上提及了這些法案，表示如果他當選總統，將在「上任第一天」援引這些法案來驅逐非法移民。

## 法案內容

### 外國友人法
《外國友人法》授權總統任意驅逐被認定為「對美國和平與安全構成危險」的非公民。如果某人被認定為危險人物或涉嫌反政府陰謀，總統有權規定合理的離境期限，逾期不離開則可能面臨最高三年的監禁。雖然這項法律從未被直接執行，但經常與《煽動叛亂法》一起用來壓制對亞當斯政府的批評。該法案生效期限為兩年，到期後自動失效。民主共和黨強烈反對這項法律，托馬斯·傑斐遜甚至稱它是「極為可恨的東西……彷彿出自八九世紀。」:249
不少外國人因擔心被控而選擇自願離開。亞當斯政府對此表示支持，國務卿蒂莫西·皮克林還協助安排離境船隻的通行。該法律相關的決策權掌握在亞當斯手中，皮克林負責具體執行工作，二者都認為這項法律效力不足，皮克林甚至建議法律應要求提供保證金並允許在驅逐前拘留相關人員。
許多法國公民曾面臨驅逐，但最終被允許自願離開，或者亞當斯根本沒有採取行動。這些人包括哲學家沙斯布夫·德·沃爾內伯爵、將軍維克多·科洛、學者莫羅·德·聖梅里、外交官維克多·杜邦、記者威廉·杜安、科學家約瑟夫·普里斯特利和記者威廉·科貝特。皮克林甚至曾建議將這項法律用於驅逐法國駐美外交代表團，但被亞當斯拒絕。記者約翰·戴利·伯克為避免因煽動叛亂指控受審，非正式同意離境，但實際上他躲藏在弗吉尼亞，直到該法案失效。

### 外國敵人法
《外國敵人法》是為補充《外國友人法》而通過的，授予政府在戰爭期間對非公民進一步的管控權力。根據這項法律，總統可以授權逮捕、遷移或驅逐來自敵對國家的14歲以上男性。該法也為適用對象提供了一些法律保護。與其他法案不同，民主共和黨對這項法律的反對較少。:249
《外國敵人法》並未像其他《外國人與煽動叛亂法》那樣到期失效，目前仍作為《美國法典》第50編第3章第21至24節有效。詹姆斯·麥迪遜總統曾在1812年戰爭期間援引該法針對英國公民。伍德羅·威爾遜總統在第一次世界大戰期間使用該法針對同盟國的公民，1918年的修正案則取消了法律中針對男性的限制條款。1941年12月7日，珍珠港事件發生後，富蘭克林·羅斯福總統利用修訂後的《外國敵人法》，發佈多項總統公告，以逮捕、拘禁、限制和驅逐日裔、德裔和義裔非公民。後來，羅斯福援引與該法律無關的其他戰時權力頒佈了《9066號行政命令》，將日裔美國人送入集中營。1945年5月德國義大利投降後，哈里·杜魯門總統於7月14日頒佈第2655號總統公告，授權司法部長處理留在美國的敵國公民，以判定其是否對公共和平與安全構成威脅，並規定驅逐的具體規則。1945年9月8日，杜魯門頒佈第2662號總統公告，授權國務卿處理拉美國家送往美國的敵國公民。1946年4月10日，他再頒佈第2685號總統公告，對之前的規定進行修改，並設置30天的驅逐期限。
1948年，在呂德克訴沃特金斯一案中，美國最高法院針對《外國敵人法》的拘留期限作出解釋。德國公民庫爾特·G·W·呂德克於1941年12月8日根據第2526號總統公告被拘留至戰爭結束後仍未獲釋。1947年，呂德克請求發出人身保護令要求釋放。法院以5比4裁定釋放呂德克，但同時認定《外國敵人法》允許在敵對行為結束後繼續拘留，直至與敵對國家或政府簽署正式條約。
2024年9月20日，前總統唐納·川普宣布，如果再次當選，他將援引1798年的《外國敵人法》加速驅逐美國境內的非公民和犯罪網絡。2025年3月15日，總統特朗普援引《外國人敵人法》授權將委內瑞拉涉嫌幫派成員驅逐到關塔那摩灣海軍基地，同日被法官暫停實施14天，惟飛機經已起飛。

### 歸化國籍法
1798年《歸化國籍法》將申請美國公民身份的居住要求從5年提高到14年，並將申請通知時間從3年延長至5年。當時，大多數移民支持托馬斯·傑斐遜及其所屬的民主共和黨。該法案沒有設置失效日期，但後來被《1802年歸化國籍法》廢除。

### 煽動叛亂法
聯邦黨主導的國會以44票對41票通過《煽動叛亂法》。這項法律將發表虛假或惡意的聯邦政府言論視為非法。該法被用來打壓對亞當斯政府的批評，尤其是起訴並定罪許多不同意聯邦黨立場的杰斐遜派報社擁有者。與其他法律不同，《煽動叛亂法》並未針對副總統的言論。該法於1800年失效，而其實施被認為有助於杰斐遜贏得當年的總統選舉。《煽動叛亂法》下的幾個著名起訴案例包括：
- 來自佛蒙特州的民主共和黨國會議員馬修·萊昂是首位根據《外國人與煽動叛亂法》接受審判的人。[24]他因在《佛蒙特日報》上發表文章，指責政府“虛偽的浮誇、愚蠢的奉承和自私的貪婪”而被起訴。在候審期間，萊昂開始出版《萊昂的共和國雜誌》，副標題為“貴族的災難”。最終他被罰款1,000美元並判處四個月監禁。服刑後，他重返國會。[30][31]:102–108
- 英國公民詹姆斯·湯姆森·卡倫德，因政論被英國驅逐。在美國期間，他先後住在費城和維吉尼亞州，並出版了一本名為《我們的前景》的書，書中他將亞當斯政府描述為“一場持續的惡意風暴”，並稱總統為“一個令人厭惡的學究、虛偽的偽君子和無原則的壓迫者”。卡倫德當時住在維吉尼亞州，並為《里士滿檢閱報》撰寫文章，在1800年根據《煽動叛亂法》被起訴，並最終被判處200美元罰款和九個月監禁。[31]:211–220
- 本傑明·富蘭克林·巴奇，《費城曙光報》的主編，是一名杰斐遜派人士。他曾批評喬治·華盛頓的無能和財政問題，並稱“盲目、禿頭、殘疾、牙齒掉光的亞當斯”為裙帶關係的代表，還指控其有君主野心。他於1798年被逮捕，但在審判前因黃熱病去世。[31]:27–29, 65, 96
- 英國移民安東尼·哈斯威爾，《佛蒙特公報》的印刷商，[32]因重印巴奇對聯邦政府的指控，以及加印萊昂的兒子們為籌集罰款而發起的募捐廣告，批評對萊昂的監禁是非法的壓迫，[33]而最終被判煽動誹謗罪，並被判兩個月監禁和200美元罰款。[34]
- 路德·鮑德溫因為在亞當斯總統訪問新澤西州紐華克市時酒醉大聲喊“希望子彈打中亞當斯的屁股”而被起訴、定罪並罰款100美元。[35][31]:112–14
- 1798年11月，大衛·布朗聚眾在麻薩諸塞州德德漢設立自由之竿，上書：“不要印花稅、不要煽動叛亂法、不要外國人法案、不要土地稅，打倒美國暴君；祝總統早日退休；副總統萬歲。”[34][36][37]布朗在安多佛被捕，由於無力支付4,000美元保釋金，最終被送往塞勒姆受審[36]。他在1799年6月受審。布朗承認有罪，但塞繆爾·蔡斯法官要求他指認其他幫助他的人[34]。布朗拒絕合作，被罰款480美元（相当于2024年的$8,900）[36][38]，並被判處十八個月監禁，這是《煽動叛亂法》下最重的刑罰。[34][36]

## 參閱書目
- Martin, Susan F. . Cambridge University Press. 2010. ISBN 978-0511777943. S2CID 7071386. doi:10.1017/CBO9780511777943.

## 拓展閱讀
- Berkin, Carol. A Sovereign People: The Crises of the 1790s and the Birth of American Nationalism (2017) pp 201–44. [缺少ISBN]
- Berns, Walter. . Supreme Court Review. 1970, 1970: 109–159. JSTOR 3108724. S2CID 147242863. doi:10.1086/scr.1970.3108724.
- Bird, Wendell. Criminal Dissent: Prosecutions under the Alien and Sedition Acts of 1798. Harvard University Press, 2020. [缺少ISBN]
- Bird, Wendell. Press and Speech Under Assault: The Early Supreme Court Justices, the Sedition Act of 1798, and the Campaign Against Dissent. New York: Oxford University Press, 2016. [缺少ISBN]
- Elkins, Stanley M.; McKitrick, Eric. . 1995. [缺少ISBN]
- Halperin, Terri Diane. The Alien and Sedition Acts of 1798: Testing the Constitution. Johns Hopkins University Press, 2016. [缺少ISBN]
- Jenkins, David. . The American Journal of Legal History. April 2001, 45 (2): 154–213. JSTOR 3185366. doi:10.2307/3185366.
- Martin, James P. . University of Chicago Law Review. Winter 1999, 66 (1): 117–182  [2024-11-20]. JSTOR 1600387. doi:10.2307/1600387. （原始内容存档于2024-04-11）.
- Miller, John Chester. . New York: Little Brown and Company. 1951.
- Rehnquist, William H. . 1994.[缺少ISBN] Chase was impeached and acquitted for his conduct of a trial under the Sedition act.
- Rosenfeld, Richard N. . New York: St. Martin's Press. 1997. ISBN 978-0312150525.
- Smith, James Morton. . Ithaca NY: Cornell University Press. 1956.
- Stone, Geoffrey R. . W.W. Norton & Co. 2004. ISBN 978-0393058802.
- Taylor, Alan. . Zelizer, Julian E.  (编). . Houghton Mifflin. 2004: 63–76. ISBN 978-0618179060.
- Wineapple, Brenda, "Our First Authoritarian Crackdown" (review of Wendell Bird, Criminal Dissent: Prosecutions under the Alien and Sedition Acts of 1798, Harvard University Press, 2020, 546 pp.), The New York Review of Books, vol. LXVII, no. 11 (2 July 2020), pp. 39–40. Wineapple closes: "Jefferson said it all: 'I know not what mortifies me most, that I should fear to write what I think, or my country bear such a state of things.'"
- Wright, Barry. . Studies in American Political Development. April 2002, 16 (1): 48–60. S2CID 145076899. doi:10.1017/S0898588X02000032 (不活跃 November 6, 2024).
- Zelizer, Julian E., ed. The American Congress: The Building of Democracy (Houghton Mifflin. 2004) pp. 63–76. [缺少ISBN]

### 一手來源
- Randolph, J.W. The Virginia Report of 1799–1800, Touching the Alien and Sedition Laws; together with the Virginia Resolutions of December 21, 1798, the Debate and Proceedings thereon in the House of Delegates of Virginia, and several other documents illustrative of the report and resolutions

## 外部連結
- Full Text of Alien and Sedition Acts
- Naturalization Act as enacted (1 Stat. 566) in the US Statutes at Large
- Alien Friends Act as enacted (1 Stat. 570) in the US Statutes at Large
- Alien Enemies Act as enacted (1 Stat. 577) in the US Statutes at Large
- Sedition Act as enacted (1 Stat. 596) in the US Statutes at Large
- Alien and Sedition Acts and Related Resources from the Library of Congress （页面存档备份，存于）
- Alien Friends Act, Alien Enemies Act, Sedition Act, 1798 （页面存档备份，存于）
- 50 U.S. Code § 21 – Restraint, regulation, 1918 （页面存档备份，存于）
- Presidential Proclamation 2525, Alien Enemies – Japanese, December 07, 1941 （页面存档备份，存于）
- Presidential Proclamation 2526, Alien Enemies – German, December 07, 1941 （页面存档备份，存于）
- Presidential Proclamation 2527, Alien Enemies – Italians, December 07, 1941 （页面存档备份，存于）
- Presidential Proclamation 2655 – Removal of Alien Enemies, July 14, 1945
- Presidential Proclamation 2662 – Removal of Alien Enemies, September 8, 1945
- Presidential Proclamation 2685 – Removal of Alien Enemies, April 10, 1946
- Ludecke v. Watkins, 335 U.S. 160 (1948)